# HFC Haarlem in het seizoen 1971/72
Het seizoen 1971/1972 was het 18e jaar in het bestaan van de Haarlemse betaaldvoetbalclub Haarlem. De club kwam uit in de Eerste divisie en eindigde daarin op de eerste plaats, dit hield in dat de club rechtstreeks promoveerde naar de Eredivisie. Tevens deed de club mee aan het toernooi om de KNVB beker, hierin werd in de tweede ronde verloren van Excelsior (0–3).

## Wedstrijdstatistieken

### Eerste divisie
|       | AZ '67 | Blauw-Wit | SC Cambuur | D.F.C. | Eindhoven | Fortuna Vlaardingen | Fortuna SC | De Graafschap | Heerenveen | Helmond Sport | Heracles | HVC   | PEC Zwolle | Roda JC | SVV   | Veendam | De Volewijckers | FC VVV | Wageningen | Willem II |
| ----- | ------ | --------- | ---------- | ------ | --------- | ------------------- | ---------- | ------------- | ---------- | ------------- | -------- | ----- | ---------- | ------- | ----- | ------- | --------------- | ------ | ---------- | --------- |
| Thuis | 1 – 0  | 2 – 0     | 3 – 0      | 6 – 0  | 1 – 1     | 2 – 0               | 2 – 0      | 1 – 0         | 2 – 0      | 2 – 0         | 1 – 1    | 2 – 0 | 4 – 0      | 2 – 0   | 1 – 0 | 2 – 1   | 6 – 0           | 1 – 0  | 2 – 2      | 2 – 1     |
| Uit   | 0 – 1  | 1 – 6     | 4 – 1      | 1 – 1  | 0 – 3     | 0 – 2               | 0 – 1      | 3 – 1         | 1 – 1      | 0 – 3         | 0 – 1    | 1 – 0 | 1 – 1      | 1 – 0   | 1 – 1 | 0 – 0   | 0 – 1           | 1 – 3  | 0 – 0      | 2 – 2     |

### KNVB beker
| 1e ronde                                      | Haarlem                                 | 2 – 0 (1 – 0) | FC Utrecht |
| 9 januari 1972 Plaats: Haarlem Jan Gijzenkade | Ton Smit 15' Tonnie Nieuwenhuys 75'     |               |            |
| 2e ronde                                      | Excelsior                               | 3 – 0 (1 – 0) | Haarlem    |
| 13 februari 1972 Plaats: Rotterdam Woudestein | Wim Meutstege 12', 60' Hans Bassant 53' |               |            |

## Statistieken Haarlem 1971/1972

### Eindstand Haarlem in de Nederlandse Eerste divisie 1971 / 1972
| Stand | Gespeeld | Gewonnen | Gelijk | Verloren | Punten | Doelpunten voor | Doelpunten tegen |
| ----- | -------- | -------- | ------ | -------- | ------ | --------------- | ---------------- |
| 1e    | 40       | 26       | 10     | 4        | 62     | 74              | 23               |

### Topscorers
| #                    | Naam               | Goal |
| -------------------- | ------------------ | ---- |
| 1.                   | Gerrie de Goede    | 17   |
| 2.                   | Kees Bregman       | 15   |
| 3.                   | Piet van den Berg  | 14   |
| 4.                   | Dries Boszhard     | 7    |
| 5.                   | Tonnie Nieuwenhuys | 6    |
| 6.                   | René van Breevoort | 4    |
| 6.                   | Joop Burgers       | 4    |
| 6.                   | Beer Wentink       | 4    |
| 9.                   | Ton Smit           | 1    |
| Onbekende doelpunten |                    |      |
| –                    | Onbekend           | 2    |
| Totaal               | Totaal             | 74   |

| #      | Naam               | Goal |
| ------ | ------------------ | ---- |
| 1.     | Tonnie Nieuwenhuys | 1    |
| 1.     | Ton Smit           | 1    |
| Totaal | Totaal             | 2    |

## Voetnoten
AZ '67 ·
Blauw-Wit ·
SC Cambuur ·
D.F.C. ·
Eindhoven ·
Fortuna SC ·
Fortuna ·
De Graafschap ·
Haarlem ·
Heerenveen ·
Helmond Sport ·
Heracles ·
HVC ·
PEC Zwolle ·
Roda JC ·
SVV ·
Veendam ·
De Volewijckers ·
FC VVV ·
Wageningen ·
Willem II ·